# والتر فوربس
والتر فوربس (بالإنجليزية: Walter Forbes)‏ هو شخصية أعمال أمريكي، ولد في عقد 1940.

## وصلات خارجية
- والتر فوربس على موقع إن إن دي بي (الإنجليزية)